# Ready Player One (film)
Ready Player One en amerikansk science fiction äventyrsfilm från 2018, producerad och regisserad av Steven Spielberg, och skriven av Zak Penn och Ernest Cline, baserad på Clines roman med samma namn från 2011. Huvudrollerna spelas av Tye Sheridan, Olivia Cooke, Ben Mendelsohn, T.J. Miller, Simon Pegg och Mark Rylance.
Ready Player One hade världspremiär på South by Southwest den 11 mars 2018, och biopremiär i Sverige den 27 mars 2018 och i USA den 29 mars 2018.
På Oscarsgalan 2019 nominerades Ready Player One för Bästa specialeffekter men förlorade mot First Man.

## Handling
Året år 2045 och folk har flytt från verkligheten in i OASIS, en virtuell verklighet skapad av Gregarious Games VD:ar James Halliday och Ogden Morrow. Efter James Hallidays död fem år tidigare offentliggjordes ett meddelande om att den förste som hittar det digitala gyllene påskägg som gömts någonstans i OASIS kommer att ärva Hallidays hela förmögenhet och OASIS. För att komma in i skattkammaren där påskägget förvaras måste man hitta de tre digitala nycklar som innehåller varsin ledtråd till nästa nyckel. Nolan Sorrento, VD för Innovative Online Industries (IOI), gör vad som helst för att få tag på påskägget först och ta över OASIS. Men de enda som är tillräckligt smarta för att både överlista Sorrento och lista ut Hallidays ledtrådar är Wade Watts, en föräldralös tonåring med avatarnamnet Parzival, och hans spelarvänner Art3mis, Aech, Sho och Daito.

## Rollista
- Tye Sheridan – Wade Watts / Parzival
- Olivia Cooke – Samantha Cook / Art3mis
- Ben Mendelsohn – Nolan Sorrento
- Lena Waithe – Helen Harris / Aech
- T.J. Miller – i-R0k
- Simon Pegg – Ogden Morrow / Förvaltaren
- Mark Rylance – James Halliday / Anorak den allvetande
- Philip Zhao – Xo / Sho
- Win Morisaki – Toshiro / Daito
- Hannah John-Kamen – F'Nale Zandor
- Ralph Ineson – Rick
- Susan Lynch – Alice
- Clare Higgins – Mrs. Gilmore
- Perdita Weeks – Karen "Kira" Underwood
- Letitia Wright – Rebel

## Mottagande
Ready Player One möttes av mestadels positiva recensioner av kritiker och hyllades för specialeffekterna och för Rylances skådespeleri, men kritiserades för bristande karaktärsutveckling. På Rotten Tomatoes har filmen ett medelbetyg på 73%, baserade på 324 recensioner, och ett genomsnittsbetyg på 6,9 av 10. På Metacritic har filmen genomsnittsbetyget 64 av 100, baserade på 55 recensioner.